# Antoine Vidalot
Antoine Vidalot, né le 9 août 1734 à Valence-d'Agen (Tarn-et-Garonne), mort le 12 février 1808 à Villeneuve-sur-Lot (Lot-et-Garonne), est un homme politique de la Révolution française.

## Biographie

### Mandat à la Législative
Antoine Vidalot est juge au tribunal du district de Valence-d'Agen lorsqu'il est élu député du département de Lot-et-Garonne, le huitième sur neuf, à l'Assemblée nationale législative, en septembre 1791. Il vote en faveur des mises en accusation de Bertrand de Molleville, ministre de la Marine, et du marquis de Lafayette.

### Mandat à la Convention et aux Anciens
En septembre 1792, Vidalot est réélu député du Lot-et-Garonne, le premier sur neuf, à la Convention nationale. Il siège sur les bancs de la Plaine. Lors du procès de Louis XVI, il vote la mort, contre l'appel et le sursis. Il vote en faveur de la mise en accusation de Marat qui le dénonce dans son journal comme membre de la « faction des hommes d’État ». Il vote en faveur du rétablissement de la Commission des Douze.
Il passe au Conseil des Anciens le 22 vendémiaire an IV, et le quitte en l'an VI.

## Sources
1. ↑  Archives parlementaires de 1787 à 1860, Première série, tome 34, p. 36.
2. ↑  Archives parlementaires de 1787 à 1860, Première série, tome 39, séance du 8 mars 1792, p. 494.
3. ↑  Archives parlementaires de 1787 à 1860, Première série, tome 47, séance du 8 août 1792, p. 583
4. ↑  Archives parlementaires de 1787 à 1860, Première série, tome 52, p. 47.
5. ↑  Archives parlementaires de 1787 à 1860, Première série, tome 62, séance du 13 avril 1793, p. 71.
6. ↑  Archives parlementaires de 1787 à 1860, Première série, tome 65, séance du 28 mai 1793, p. 534.

- « Antoine Vidalot », dans Adolphe Robert et Gaston Cougny, Dictionnaire des parlementaires français, Edgar Bourloton, 1889-1891 [détail de l’édition]